# William Lapoire
William Lapoire est une série de bande dessinée créée par Ernst dans Le Journal de Tintin.

## Synopsis
William Lapoire est un ange déchu. C'est la tête de turc du diable qui l'envoie dans des missions souvent compliquées où il doit ramener des âmes.

## Albums
- 1 Tableaux de chasse, Le Lombard, coll. « Phylactère », Bruxelles, octobre 1985
Scénario et dessin : Ernst
- 2 En son âme et inconscience, Le Lombard, coll. « Phylactère », Bruxelles, octobre 1986
Scénario et dessin : Ernst
- 3 Dégelées par moins quarante, Le Lombard, coll. « Phylactère », Bruxelles, octobre 1987
Scénario : Didgé - Dessin : Ernst
- 4 Le Big bagne, Le Lombard, Bruxelles, octobre 1988
Scénario : Didgé - Dessin : Ernst
- 4 En plein dedans !, De Varly Éditions, juin 2013
Scénario : Didgé - Dessin : Ernst

### Documentation
- Henri Filippini, « William Lapoire », dans Dictionnaire de la bande dessinée, Bordas, 1989 (ISBN 2-04-018455-4), p. 558-559.